# 皮德扎姆切 (拉季維利夫區)
50°4′3″N 25°24′28″E / 50.06750°N 25.40778°E
皮德扎姆切（烏克蘭語：Підзамче），是烏克蘭西北部的村莊，隸屬里夫內州的杜布諾區。該村始建於1735年，面積1.47平方公里，海拔高度265米，2001年人口704，人口密度每平方公里480.2人。